# 奥朗格阿巴德
奥朗格阿巴德（Aurangabad），是印度比哈尔邦Aurangabad县的一个城镇。总人口79351（2001年）。

## 人口
该地2001年总人口79351人，其中男性42290人，女性37061人；0—6岁人口12220人，其中男6319人，女5901人；识字率69.86%，其中男性为76.03%，女性为62.82%。